# دالس روستوک
دالس روستوک (به سوئدی: Dals Rostock) یک منطقه مسکونی است که در بخش ملرود شهرستان وسترا یوتلاند در کشور سوئد واقع شده است. جمعیت دالس روستوک در پایان سال ۲۰۱۰ بالغ بر ۸۲۹ نفر بوده است.